# 军民融合
军民融合又稱军民融合战略，是中国共产党提出的一項國家級戰略，是指將來自中国人民解放军以及國防工業、軍工企業分享军事相关技术，並將軍事領域科技成果拓展至民用領域。同時中国人民解放军以及國防工業、軍工企業吸收來自民用企業等非國防工業的先進技術，民用基础设施、建筑和物流也可以用于军事目的。這一政策旨在消除军方、国防工业与民用工业之间的壁垒，推动军用、民用科技资源的双向流动和资源共享，促进军用与民用体系之间的融合 。 军民融合发展战略中涉及的关键技术主要包括量子计算、大数据、半导体、5G、先进核技术、航空航天技术、和人工智能。

## 背景
中華人民共和國一度军民界线分明，軍工企業和非軍工企業互动沟通较为困难，因而軍工企業和非軍工企業有時會重复建设並造成资源浪费。另外中華人民共和國的國防工業主要效仿苏联體制，国防工业被少數國有軍工企業壟斷，而且它們效率低下、腐败並且缺乏创新。  2010年，據中国研究人员估计，只有不到1%的中国高科技企业涉足中國軍工領域。

## 歷史
中国共产党主席毛泽东曾提出国防工业要“军民两用”，要求国防工业部门学习民用产品、在民用工业中练习军事产品。改革开放初期的1982年1月5日，中共中央军委主席邓小平提出国防科技工业要走“军民结合，平战结合，军品优先，以民养军”的道路。军民结合指国防工业的发展要与民用工业的发展相结合，国防科学技术与民用技术相互转移，优势互补。平战结合指国防工业在和平时期，国防工业既能生产军用品又能生产民用品，一旦发生战争，国防工业能恢复并扩大军用品生产能力。军品优先指国防工业必须优先满足国家对军用品的需求下，可以组织一部分生产能力投入民用品生产。以民养军指支持国防工业发展民用品的生产。20世纪90年代，江泽民提出“军民结合、寓军于民”、“两头兼顾、协调发展”和“提高军民兼容程度”等口號。21世紀初，胡锦涛表示“要走军民融合式发展路子，推动国防建设和经济建设良性互动”。
2012年，习近平刚出任中共中央总书记即提出了“军民融合发展”的口号。2014年3月11日，习近平在第十二届全国人大二次会议解放军代表团全体会议上提出军民融合发展是一项国家战略。2015年3月12日，在十二届全国人大三次会议解放军代表团全体会议上，习近平再次强调“把军民融合发展上升为国家战略”。之後中国指挥与控制学会每年都会在北京举办“军民融合技术与装备博览会”。2017年1月22日，中共中央政治局召开会议，决定设立中央军民融合发展委员会，习近平出任主任。2017年10月，中共十九大把军民融合发展战略列为国家战略之一。2018年3月2日，十九届中央军民融合发展委员会第一次全体会议审议通过《军民融合发展战略纲要》。
2016年5月，国家国防科技工业局宣布，为贯彻落实军民融合发展战略，决定在十三五期间与有关部门和省市共建高校工作。截至2018年，国家国防科技工业局和教育部已分别宣布了共建50所军民融合战略高校。2020年6月1日，美国方面頒布的《暂停部分中国学生和研究人员以非移民身份入境的公告》生效。該公告要求禁止现在或曾经与执行或支持中国军民融合战略的实体有关联的、以F或J非移民类签证来美国的任何中国公民（读本科的除外）入境。